# 춘양중학교 서벽분교
춘양중학교 서벽분교(春陽中學校 西碧分校)는 대한민국 경상북도 봉화군 춘양면 서벽리에 있는 공립 중학교이다.

## 학교 연혁
- 1971년 3월 1일 : 춘양중학교서벽분교 3개 학급 인가(초대 김성곤 교장)
- 1971년 3월 20일 : 개교 1개 학급
- 1985년 3월 1일 : 서벽중학교 8개 학급 인가
- 1986년 8월 25일 : 동편 3개 교실 및 현관 증축
- 1987년 12월 20일 : 서편 3개 교실 증축
- 1999년 9월 1일 : 춘양중학교서벽 분교장으로 개편
- 2021년 9월 1일 : 제21대 황병숙 교장 취임
- 2022년 1월 3일 : 제49회 졸업식(졸업생 7명, 총 2,662명 졸업)
- 2022년 3월 2일 : 2022학년도 신입생 4명 입학

## 참고 자료
- 춘양중학교 서벽분교 - 한국교육학술정보원 학교알리미